# Hodebertia testalis
Hodebertia testalis là một loài bướm đêm trong họ Crambidae.

## Hình ảnh

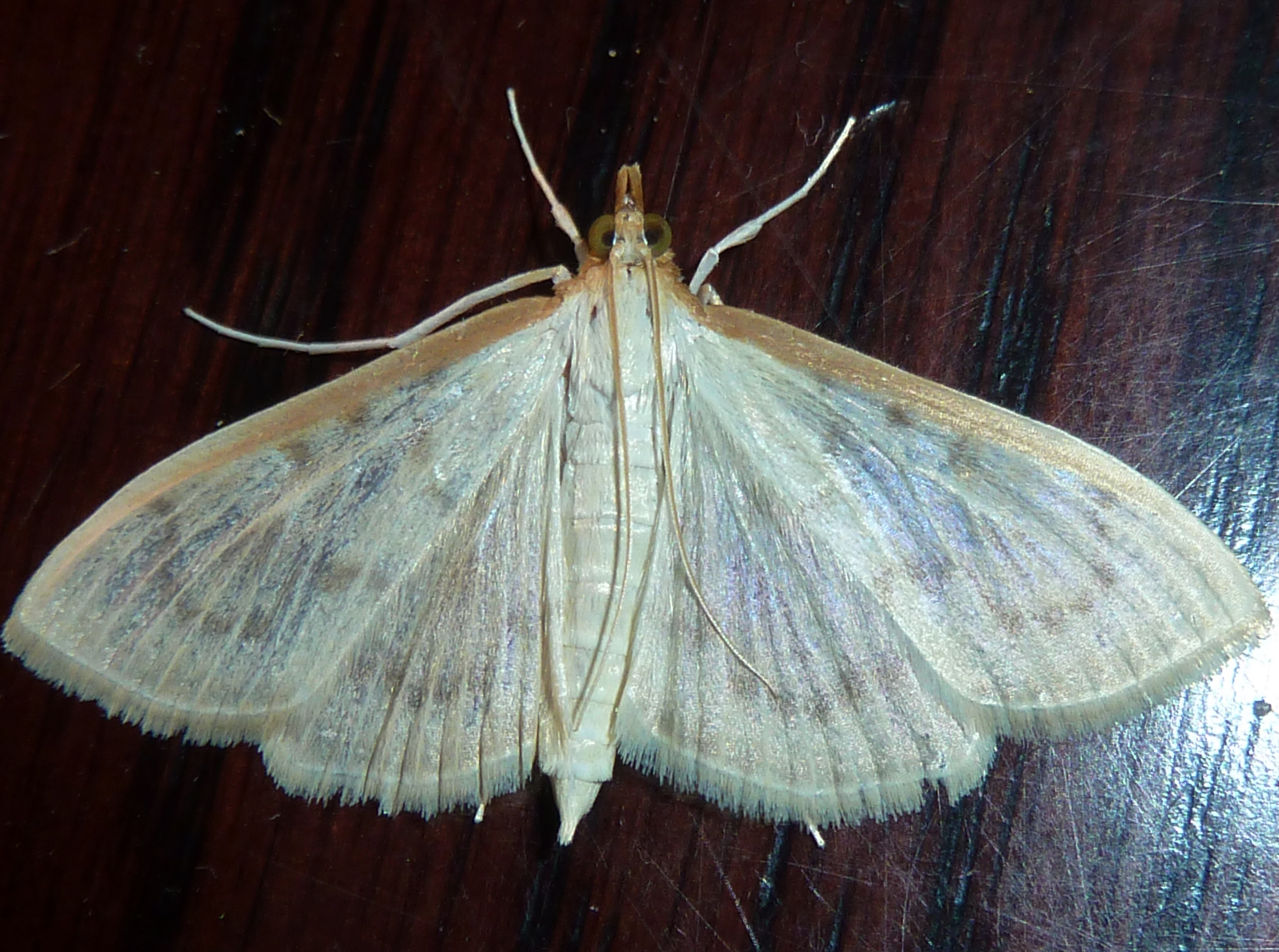
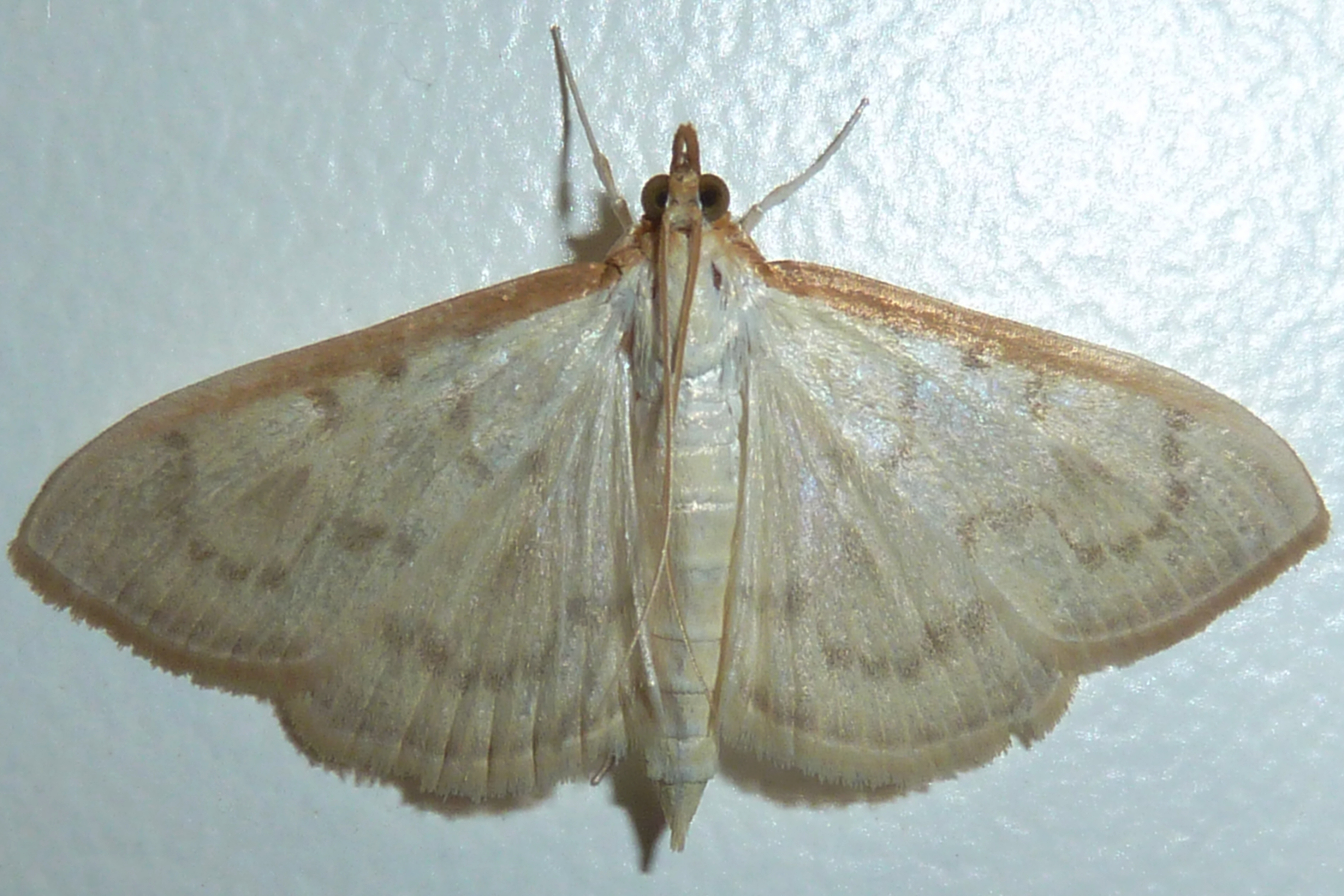
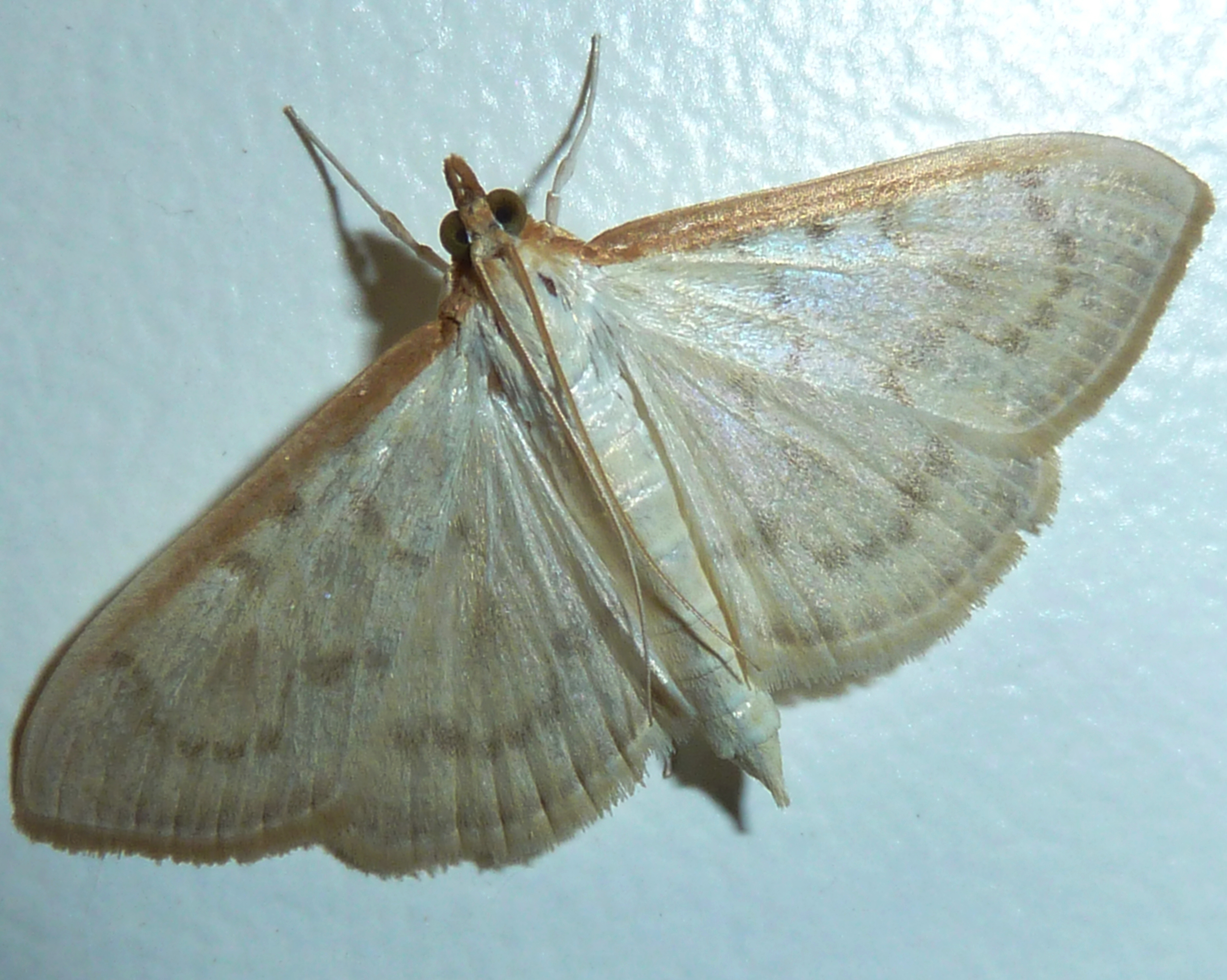
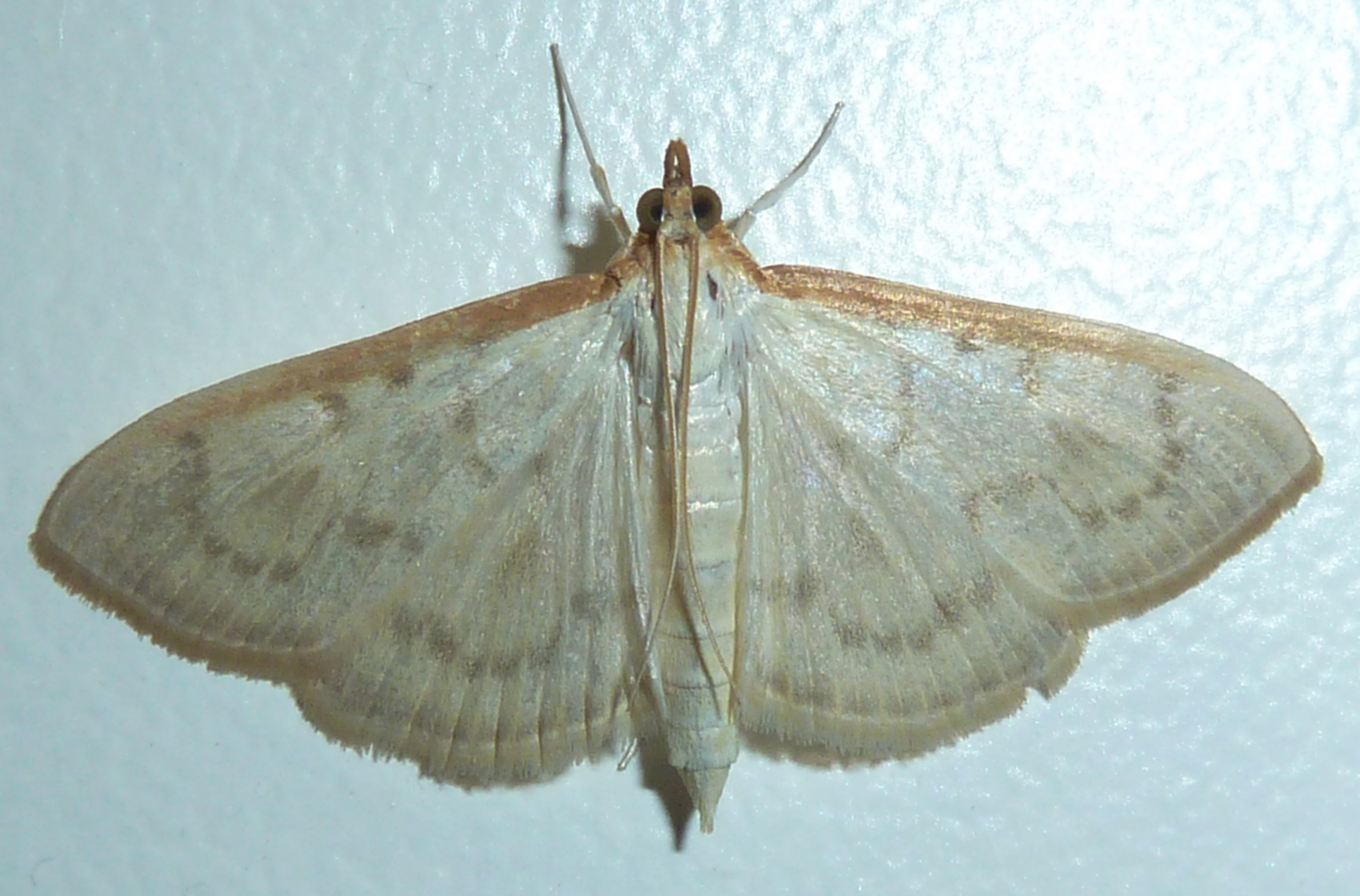